# 巴特维戈因
巴特维戈因是奥地利萨尔茨堡州哈莱因县的一个市镇。总面积17.55平方公里，总人口1912人，人口密度108.9人/平方公里（2005年）。